# Ctimene vestigiata
Ctimene vestigiata là một loài bướm đêm trong họ Geometridae.